# Амедеодоро
Амедеодоро (итал. Amedeo d’oro) — золотая итальянская монета достоинством в 10 скудо. Выпускалась в 1630—1636 годах на монетном дворе Турина во время правления герцога Виктора Амадея I.
Аверс монеты содержит изображение монарха, реверс — либо гербовый щит Савойского герцогства, либо три знамени в короне.